# Polygonum pacificum
Polygonum pacificum là một loài thực vật có hoa trong họ Rau răm. Loài này được Petrov ex Kom. miêu tả khoa học đầu tiên năm 1923.